# Bolero (Schiff)
Die Bolero ist ein 2002/03 gebautes Kabinenfahrgastschiff, das ehemals im Eigentum der Premicon AG war und unter der Bereederung der KD Cruise Services Ltd. steht und in der Voyage-Charter von verschiedenen Reiseanbietern  vornehmlich auf der Donau zwischen Passau und Russe in Rumänien eingesetzt wird.

## Geschichte
Die Bolero war 2003 das zuerst fertiggestellte von insgesamt sechs fast baugleichen Kabinenfahrgastschiffen, die als Kapitalanlageprojekt von der Premicon AG bei der Nobiskrug-Schiffswerft in Rendsburg in Auftrag gegeben wurden. Das Kommanditkapital betrug rund 9,2 Mio. Euro – das Investitionsvolumen von Kapitalanlegern lag bei rund 8,1 Mio. Euro. Das Schiff wurde unter der Baunummer 758 gebaut und am 28. März 2003 von der Schauspielerin Maria Bachmann in Köln getauft.
Die Schwesterschiffe der Bolero:
| Name         | Baujahr | Baunummer | ENI      | Bild          |
| ------------ | ------- | --------- | -------- | ------------- |
| Maxima I     | 2003    | 759       | 09948005 | TUI Maxima    |
| Bellejour    | 2004    | 760       | 09948006 | Johann Strauß |
| DCS Amethyst | 2004    | 761       | 09948007 | DCS Amethyst  |
| Viktoria     | 2004    | 762       | 09948008 | Viktoria      |
| Belvedere    | 2005    | 763       | 09948010 | Belvedere     |